# Kai Stratznig
Kai Stratznig, né le 15 avril 2002 à Spittal an der Drau en Autriche, est un footballeur autrichien qui évolue au poste de milieu central au First Vienna.

## Biographie

### En club
Kai Stratznig est formé par le Wolfsberger AC. Il joue son premier match en professionnel le 10 juin 2020, lors d'une rencontre de première division autrichienne face au TSV Hartberg. Il entre en jeu à la place de Romano Schmid, et son équipe s'incline par quatre buts à deux,. Il découvre la coupe d'Europe en jouant son premier match de Ligue Europa le 29 octobre 2020, face au Feyenoord Rotterdam. Il entre en jeu à la place de Matthäus Taferner, et son équipe s'impose par quatre buts à un à De Kuip. Le club parvient à sortir de la phase de groupe, mais est ensuite éliminé en seizièmes de finale par Tottenham Hotspur.
Laissé libre par le Wolfsberger AC à l'été 2022, Kai Stratznig retrouve un club le 30 janvier 2023 en s'engageant en faveur du First Vienna pour un contrat courant jusqu'en juin 2024, avec une année supplémentaire en option.

### En équipe nationale
Le 27 mars 2021, Kai Stratznig joue son premier match avec l'équipe d'Autriche espoirs, face à l'Arabie saoudite. Il entre en jeu à la place de Matthäus Taferner, et son équipe s'impose largement sur le score de dix buts à zéro.